# Parmatergus coccinelloides
Parmatergus coccinelloides là một loài nhện trong họ Araneidae.
Loài này thuộc chi Parmatergus. Parmatergus coccinelloides được M. Emerit miêu tả năm 1994.